# Coupe d'Europe de basket-ball 3×3 2023
Navigation
2022 2024
La Coupe d’Europe de basket-ball 3×3 2023 (anglais : 2023 FIBA 3x3 Europe Cup) est la 8e édition de la coupe d’Europe de basket-ball à trois, organisée par la FIBA du 5 au 7 septembre 2023 à Jérusalem. Elle est remportée par les Pays-Bas chez les femmes et la Serbie chez les hommes.

## Qualifications
Le pays hôte (Israël) et les tenants du titre (Serbie chez les hommes, France chez les femmes) sont automatiquement qualifiés. Les trois premières équipes au classement mondial sont également qualifiées. Les derniers tickets sont attribués lors de trois tournois de qualification, organisés à Bratislava, Constanta et Limassol en juin 2023.
| Compétition                  | Lieu       | Quotas | Nations                      | Nations                       |
| Compétition                  | Lieu       | Quotas | Hommes                       | Femmes                        |
| ---------------------------- | ---------- | ------ | ---------------------------- | ----------------------------- |
| Pays organisateur            | n/a        | 1      | Israël                       | Israël                        |
| Tenant du titre              | n/a        | 1      | Serbie                       | France                        |
| Classement FIBA Europe       | n/a        | 3      | Lituanie Pays-Bas Lettonie   | Allemagne Lituanie Pays-Bas   |
| Tournoi de qualification n°1 | Bratislava | 3      | Autriche France Rép. tchèque | Portugal Hongrie Rép. tchèque |
| Tournoi de qualification n°2 | Constanta  | 3      | Belgique Croatie Allemagne   | Ukraine Italie Espagne        |
| Tournoi de qualification n°3 | Limassol   | 1      | Chypre                       | Luxembourg                    |
| Total                        | Total      | 12     | —                            | —                             |

## Compétition
Douze équipes participent à chaque tournoi (masculin et féminin). Au premier tour, elles sont réparties en quatre groupes de trois. Les deux premiers de chaque groupe accèdent aux quarts de finale.

## Tournoi masculin

### Composition des équipes
| Équipe    | Joueurs            | Joueurs            | Joueurs            | Joueurs             |
| --------- | ------------------ | ------------------ | ------------------ | ------------------- |
| Serbie    | Nemanja Barać      | Marko Brankovic    | Stefan Kojic       | Strahinja Stojacic  |
| Lituanie  | Evaldas Džiaugys   | Aurelijus Pukelis  | Marijus Uzupis     | Šarūnas Vingelis    |
| Pays-Bas  | Julian Jaring      | Arvin Slagter      | Worthy de Jong     | Dimeo van der Horst |
| Belgique  | Bryan De Valck     | Dennis Donkor      | Jonas Foerts       | Thibaut Vervoort    |
| Lettonie  | Francis Lacis      | Kārlis Lasmanis    | Mārcis Osis        | Zigmars Raimo       |
| France    | Léopold Cavalière  | Lucas Dussoulier   | Hugo Suhard        | Timothé Vergiat     |
| Allemagne | Denzel Agyeman     | Sidi Beikame       | Philip Hecker      | Luca Oghie Ozono    |
| Autriche  | Nico Kaltenbrunner | Filip Krämer       | Matthias Linortner | Enis Murati         |
| Israël    | Netanel Artzi      | Tomer Assayag      | Gil Benny          | Joaquin Szuchman    |
| Tchéquie  | Matěj Snopek       | Michal Svojanovský | Kevin Tyml         | Dominik Žák         |
| Croatie   | Jure Gunjina       | Željko Jović       | Stipe Krstanović   | Ivan Rašetina       |
| Chypre    | Marios Georgiou    | Andreas Himonas    | Stefanos Iliadis   | Christos Loizides   |

### Tour préliminaire
Poule A
| Rang | Équipe     | Pts | J | G | N | P | Bp | Bc | Diff | Qualification   |  | Drapeau de la Serbie | Drapeau de l'Autriche | Drapeau d’Israël |
| ---- | ---------- | --- | - | - | - | - | -- | -- | ---- | --------------- |  | -------------------- | --------------------- | ---------------- |
| 1    | Serbie     | 4   | 2 | 2 | 0 | 0 | 43 | 39 | +4   | Quart de finale |  | —                    | 21–20                 | 22–19            |
| 2    | Autriche   | 3   | 2 | 1 | 0 | 1 | 41 | 31 | +10  | Quart de finale |  | 20–21                | —                     | 21–10            |
| 3    | Israël (H) | 2   | 2 | 0 | 0 | 2 | 29 | 43 | −14  |                 |  | 19–22                | 10–21                 | —                |

Poule B
| Rang | Équipe       | Pts | J | G | N | P | Bp | Bc | Diff | Qualification   |  | Drapeau de la Lituanie | Drapeau de la Tchéquie | Drapeau de l'Allemagne |
| ---- | ------------ | --- | - | - | - | - | -- | -- | ---- | --------------- |  | ---------------------- | ---------------------- | ---------------------- |
| 1    | Lituanie     | 4   | 2 | 2 | 0 | 0 | 42 | 26 | +16  | Quart de finale |  | —                      | 21–13                  | 21–13                  |
| 2    | Rép. tchèque | 3   | 2 | 1 | 0 | 1 | 33 | 39 | −6   | Quart de finale |  | 13–21                  | —                      | 20–18                  |
| 3    | Allemagne    | 2   | 2 | 0 | 0 | 2 | 31 | 41 | −10  |                 |  | 13–21                  | 18–20                  | —                      |

Poule C
| Rang | Équipe   | Pts | J | G | N | P | Bp | Bc | Diff | Qualification   |  | Drapeau de la France | Drapeau des Pays-Bas | Drapeau de la Croatie |
| ---- | -------- | --- | - | - | - | - | -- | -- | ---- | --------------- |  | -------------------- | -------------------- | --------------------- |
| 1    | France   | 4   | 2 | 2 | 0 | 0 | 42 | 25 | +17  | Quart de finale |  | —                    | 21–13                | 21–12                 |
| 2    | Pays-Bas | 3   | 2 | 1 | 0 | 1 | 34 | 34 | 0    | Quart de finale |  | 13–21                | —                    | 21–13                 |
| 3    | Croatie  | 2   | 2 | 0 | 0 | 2 | 25 | 42 | −17  |                 |  | 12–21                | 13–21                | —                     |

Poule D
| Rang | Équipe   | Pts | J | G | N | P | Bp | Bc | Diff | Qualification   |  | Drapeau de la Lettonie | Drapeau de la Belgique | Drapeau de Chypre |
| ---- | -------- | --- | - | - | - | - | -- | -- | ---- | --------------- |  | ---------------------- | ---------------------- | ----------------- |
| 1    | Lettonie | 4   | 2 | 2 | 0 | 0 | 43 | 25 | +18  | Quart de finale |  | —                      | 21–15                  | 22–10             |
| 2    | Belgique | 3   | 2 | 1 | 0 | 1 | 37 | 24 | +13  | Quart de finale |  | 15–21                  | —                      | 22–3              |
| 3    | Chypre   | 2   | 2 | 0 | 0 | 2 | 13 | 44 | −31  |                 |  | 10–22                  | 3–22                   | —                 |

### Phase finale
|  | Quarts de finale   | Quarts de finale   |                    |    | Demi-finales       | Demi-finales       |  |  | Finale | Finale |
|  |                    |                    |                    |    |                    |                    |  |  |        |        |
|  | 7 Sep 2023 – 10:20 |                    |                    |    |                    |                    |  |  |        |        |
|  |                    |                    |                    |    |                    |                    |  |  |        |        |
|  | Serbie             | 21                 |                    |    |                    |                    |  |  |        |        |
|  | Serbie             | 21                 | 7 Sep 2023 – 18:30 |    |                    |                    |  |  |        |        |
|  | Pays-Bas           | 19                 |                    |    |                    |                    |  |  |        |        |
|  | Pays-Bas           | 19                 | Serbie             | 21 |                    |                    |  |  |        |        |
|  | 7 Sep 2023 – 10:45 |                    | Serbie             | 21 |                    |                    |  |  |        |        |
|  |                    | Lettonie           | 19                 |    |                    |                    |  |  |        |        |
|  | Lettonie           | Lettonie           | 19                 | 17 |                    |                    |  |  |        |        |
|  | Lettonie           |                    | 7 Sep 2023 – 20:55 | 17 |                    |                    |  |  |        |        |
|  | Rép. tchèque       | 11                 |                    |    |                    |                    |  |  |        |        |
|  | Rép. tchèque       | 11                 | Serbie             | 22 |                    |                    |  |  |        |        |
|  | 7 Sep 2023 – 12:10 |                    | Serbie             | 22 |                    |                    |  |  |        |        |
|  |                    | Lituanie           | 20                 |    |                    |                    |  |  |        |        |
|  | Lituanie           | Lituanie           | 20                 | 21 |                    |                    |  |  |        |        |
|  | Lituanie           | 7 Sep 2023 – 18:55 |                    | 21 |                    |                    |  |  |        |        |
|  | Belgique           | 12                 |                    |    |                    |                    |  |  |        |        |
|  | Belgique           | 12                 | Lituanie           | 21 |                    |                    |  |  |        |        |
|  | 7 Sep 2023 – 12:35 |                    | Lituanie           | 21 |                    |                    |  |  |        |        |
|  |                    | France             | 16                 |    | Médaille de bronze | Médaille de bronze |  |  |        |        |
|  | France             | France             | 16                 | 21 | Médaille de bronze | Médaille de bronze |  |  |        |        |
|  | France             |                    | 7 Sep 2023 – 19:55 | 21 |                    |                    |  |  |        |        |
|  | Autriche           | 16                 |                    |    |                    |                    |  |  |        |        |
|  | Autriche           | 16                 | Lettonie           | 22 |                    |                    |  |  |        |        |
|  |                    |                    |                    |    |                    |                    |  |  |        |        |
|  | France             | 19                 |                    |    |                    |                    |  |  |        |        |
|  | France             | 19                 |                    |    |                    |                    |  |  |        |        |

### Classement final
| Pos | Team         | J | G | P | PP  |
| --- | ------------ | - | - | - | --- |
| 1   | Serbie       | 5 | 5 | 0 | 107 |
| 2   | Lituanie     | 5 | 4 | 1 | 104 |
| 3   | Lettonie     | 5 | 4 | 1 | 100 |
| 4   | France       | 5 | 3 | 2 | 98  |
| 5   | Autriche     | 3 | 1 | 2 | 57  |
| 6   | Pays-Bas     | 3 | 1 | 2 | 53  |
| 7   | Belgique     | 3 | 1 | 2 | 49  |
| 8   | Rép. tchèque | 3 | 1 | 2 | 44  |
| 9   | Allemagne    | 2 | 0 | 2 | 31  |
| 10  | Israël       | 2 | 0 | 2 | 29  |
| 11  | Croatie      | 2 | 0 | 2 | 25  |
| 12  | Chypre       | 2 | 0 | 2 | 13  |

Source: FIBA

## Tournoi féminin

### Composition des équipes
| Équipe     | Joueuses           | Joueuses          | Joueuses           | Joueuses            |
| ---------- | ------------------ | ----------------- | ------------------ | ------------------- |
| France     | Myriam Djekoundade | Laëtitia Guapo    | Hortense Limouzin  | Marie-Eve Paget     |
| Allemagne  | Jenny Crowder      | Ama Degbeon       | Sonja Greinacher   | Theresa Simon       |
| Lituanie   | Giedre Labuckiene  | Kamile Nacickaite | Martyna Petrenaite | Gabriele Sulske     |
| Espagne    | Gracia Alonso      | Juana Camilión    | Vega Gimeno        | Sandra Ygueravide   |
| Pays-Bas   | Loyce Bettonvil    | Janis Boonstra    | Noortje Driessen   | Kiki Fleuren        |
| Hongrie    | Boglárka Bach      | Vivi Böröndy      | Janka Hegedűs      | Klaudia Papp        |
| Italie     | Debora Carangelo   | Rae Lin D'Alie    | Sara Madera        | Laura Spreafico     |
| Tchéquie   | Kateřina Galíčková | Alžběta Levínská  | Anna Rylichová     | Karolina Sotolova   |
| Ukraine    | Krystyna Filevych  | Veronika Kosmach  | Anzhelika Liashko  | Tetiana Yurkevichus |
| Israël     | Alyssa Baron       | Drew Edelman      | Hadar Hadad        | Ofir Kesten Raz     |
| Portugal   | Emilia Ferreira    | Laura Ferreira    | Joana Soeiro       | Márcia da Costa     |
| Luxembourg | Lisa Jablonowski   | Nadia Mossong     | Cathy Schmit       | Bridget Yoerger     |

### Tour préliminaire
Poule A
| Rang | Équipe       | Pts | J | G | N | P | Bp | Bc | Diff | Qualification   |  | Drapeau de la France | Drapeau de la Tchéquie | Drapeau de l'Ukraine |
| ---- | ------------ | --- | - | - | - | - | -- | -- | ---- | --------------- |  | -------------------- | ---------------------- | -------------------- |
| 1    | France       | 4   | 2 | 2 | 0 | 0 | 39 | 20 | +19  | Quart de finale |  | —                    | 20–10                  | 19–10                |
| 2    | Rép. tchèque | 3   | 2 | 1 | 0 | 1 | 31 | 37 | −6   | Quart de finale |  | 10–20                | —                      | 21–17                |
| 3    | Ukraine      | 2   | 2 | 0 | 0 | 2 | 27 | 40 | −13  |                 |  | 10–19                | 17–21                  | —                    |

Poule B
| Rang | Équipe     | Pts | J | G | N | P | Bp | Bc | Diff | Qualification   |  | Drapeau de l'Italie | Drapeau de l'Allemagne | Drapeau d’Israël |
| ---- | ---------- | --- | - | - | - | - | -- | -- | ---- | --------------- |  | ------------------- | ---------------------- | ---------------- |
| 1    | Italie     | 4   | 2 | 2 | 0 | 0 | 39 | 28 | +11  | Quart de finale |  | —                   | 17–10                  | 22–18            |
| 2    | Allemagne  | 3   | 2 | 1 | 0 | 1 | 25 | 30 | −5   | Quart de finale |  | 10–17               | —                      | 15–13            |
| 3    | Israël (H) | 2   | 2 | 0 | 0 | 2 | 31 | 37 | −6   |                 |  | 18–22               | 13–15                  | —                |

Poule C
| Rang | Équipe   | Pts | J | G | N | P | Bp | Bc | Diff | Qualification   |  | Drapeau de la Lituanie | Drapeau du Portugal | Drapeau de la Hongrie |
| ---- | -------- | --- | - | - | - | - | -- | -- | ---- | --------------- |  | ---------------------- | ------------------- | --------------------- |
| 1    | Lituanie | 4   | 2 | 2 | 0 | 0 | 36 | 29 | +7   | Quart de finale |  | —                      | 15–13               | 21–16                 |
| 2    | Portugal | 3   | 2 | 1 | 0 | 1 | 29 | 25 | +4   | Quart de finale |  | 13–15                  | —                   | 16–10                 |
| 3    | Hongrie  | 2   | 2 | 0 | 0 | 2 | 26 | 37 | −11  |                 |  | 16–21                  | 10–16               | —                     |

Poule D
| Rang | Équipe     | Pts | J | G | N | P | Bp | Bc | Diff | Qualification   |  | Drapeau des Pays-Bas | Drapeau de l'Espagne | Drapeau du Luxembourg |
| ---- | ---------- | --- | - | - | - | - | -- | -- | ---- | --------------- |  | -------------------- | -------------------- | --------------------- |
| 1    | Pays-Bas   | 4   | 2 | 2 | 0 | 0 | 39 | 23 | +16  | Quart de finale |  | —                    | 21–15                | 18–8                  |
| 2    | Espagne    | 3   | 2 | 1 | 0 | 1 | 36 | 31 | +5   | Quart de finale |  | 15–21                | —                    | 21–10                 |
| 3    | Luxembourg | 2   | 2 | 0 | 0 | 2 | 18 | 39 | −21  |                 |  | 8–18                 | 10–21                | —                     |

### Phase finale
|  | Quarts de finale   | Quarts de finale   |                    |    | Demi-finales       | Demi-finales       |  |  | Finale | Finale |
|  |                    |                    |                    |    |                    |                    |  |  |        |        |
|  | 7 Sep 2023 – 9:30  |                    |                    |    |                    |                    |  |  |        |        |
|  |                    |                    |                    |    |                    |                    |  |  |        |        |
|  | France             | 7                  |                    |    |                    |                    |  |  |        |        |
|  | France             | 7                  | 7 Sep 2023 – 17:30 |    |                    |                    |  |  |        |        |
|  | Portugal           | 13                 |                    |    |                    |                    |  |  |        |        |
|  | Portugal           | 13                 | Portugal           | 13 |                    |                    |  |  |        |        |
|  | 7 Sep 2023 – 9:55  |                    | Portugal           | 13 |                    |                    |  |  |        |        |
|  |                    | Pays-Bas           | 19                 |    |                    |                    |  |  |        |        |
|  | Pays-Bas           | Pays-Bas           | 19                 | 12 |                    |                    |  |  |        |        |
|  | Pays-Bas           |                    | 7 Sep 2023 – 20:30 | 12 |                    |                    |  |  |        |        |
|  | Allemagne          | 10                 |                    |    |                    |                    |  |  |        |        |
|  | Allemagne          | 10                 | Pays-Bas           | 21 |                    |                    |  |  |        |        |
|  | 7 Sep 2023 – 11:20 |                    | Pays-Bas           | 21 |                    |                    |  |  |        |        |
|  |                    | Espagne            | 18                 |    |                    |                    |  |  |        |        |
|  | Italie             | Espagne            | 18                 | 9  |                    |                    |  |  |        |        |
|  | Italie             | 7 Sep 2023 – 17:55 |                    | 9  |                    |                    |  |  |        |        |
|  | Espagne            | 21                 |                    |    |                    |                    |  |  |        |        |
|  | Espagne            | 21                 | Espagne            | 21 |                    |                    |  |  |        |        |
|  | 7 Sep 2023 – 11:45 |                    | Espagne            | 21 |                    |                    |  |  |        |        |
|  |                    | Lituanie           | 6                  |    | Médaille de bronze | Médaille de bronze |  |  |        |        |
|  | Lituanie           | Lituanie           | 6                  | 21 | Médaille de bronze | Médaille de bronze |  |  |        |        |
|  | Lituanie           |                    | 7 Sep 2023 – 19:30 | 21 |                    |                    |  |  |        |        |
|  | Rép. tchèque       | 14                 |                    |    |                    |                    |  |  |        |        |
|  | Rép. tchèque       | 14                 | Portugal           | 14 |                    |                    |  |  |        |        |
|  |                    |                    |                    |    |                    |                    |  |  |        |        |
|  | Lituanie           | 22                 |                    |    |                    |                    |  |  |        |        |
|  | Lituanie           | 22                 |                    |    |                    |                    |  |  |        |        |

### Classement final
| Pos | Team         | J | G | P | PP |
| --- | ------------ | - | - | - | -- |
| 1   | Pays-Bas     | 5 | 5 | 0 | 91 |
| 2   | Espagne      | 5 | 3 | 2 | 96 |
| 3   | Lituanie     | 5 | 4 | 1 | 85 |
| 4   | Portugal     | 5 | 2 | 3 | 69 |
| 5   | Italie       | 3 | 2 | 1 | 48 |
| 6   | France       | 3 | 2 | 1 | 46 |
| 7   | Rép. tchèque | 3 | 1 | 2 | 45 |
| 8   | Allemagne    | 3 | 1 | 2 | 35 |
| 9   | Israël       | 2 | 0 | 2 | 31 |
| 10  | Ukraine      | 2 | 0 | 2 | 27 |
| 11  | Hongrie      | 2 | 0 | 2 | 26 |
| 12  | Luxembourg   | 2 | 0 | 2 | 18 |

Source: FIBA